# Karschia cornifera
Karschia cornifera är en spindeldjursart som beskrevs av Thomas Walter 1899. Karschia cornifera ingår i släktet Karschia och familjen Karschiidae. Inga underarter finns listade i Catalogue of Life.